# Поповка (Єлецький район)
Поповка (рос. Поповка) — присілок у Єлецькому районі Липецької області Російської Федерації.
Населення становить 195  осіб. Належить до муніципального утворення Колосовська сільрада.

## Історія
З 13 червня 1934 до 26 вересня 1937 року у складі Воронезької області, у 1937-1954 роках — Орловської області. Відтак входить до складу Липецької області.
Згідно із законом від 2 липня 2004 року №114-оз органом місцевого самоврядування є Колосовська сільрада.

## Населення
| 1866 | 1880 | 1926  | 1932  | 2010 |
| ---- | ---- | ----- | ----- | ---- |
| 327  | ↗547 | ↗1206 | ↗1250 | ↘195 |